# Pierre-Yves Lambert
Pour les articles homonymes, voir Lambert.
Pierre-Yves Lambert, né le 30 mai 1949, est un linguiste français.

## Biographie
Ancien élève de l'École normale supérieure (promotion L1969), il est chercheur au CNRS et chargé de conférences à l'École pratique des hautes études en Sciences historiques et philologiques, à Paris.
Il est spécialisé dans l'histoire et l'étymologie des langues celtiques ainsi que l'étude des littératures celtiques. Il a en particulier travaillé sur les gloses en vieil irlandais, vieux breton et vieux gallois et sur les inscriptions gauloises. Il a collaboré au Recueil des inscriptions gauloises.
Il est l'auteur d'un ouvrage important sur la langue gauloise et depuis mai 2008, il succède à Venceslas Kruta à la présidence du comité de rédaction d'Études celtiques.

## Ouvrages et travaux
- Les Littératures celtiques, Paris, PUF, coll. « Que sais-je ? », 1981
- (avec Édouard Bachellery) « Le Lexique étymologique de l'irlandais ancien de J. Vendryes », dans Das etymologische Wörterbuch : Fragen der Konzeption und Gestaltung, sous la dir. d’Alfred Bammesberger, Regensberg, Friedrich Pustet, 1983, p. 17-24.
- « Les gloses bibliques de Jean Scot : l'élément vieil-irlandais », Études celtiques, XXII, 1985, p. 205-224.
- « Les gloses celtiques aux commentaires de Virgile », Études celtiques, XXIII, 1986, p. 81-128.
- « Les gloses grammaticales brittoniques », Études celtiques, XXIV, 1987, p. 285-308.
- Anonyme, Les Quatre Branches du Mabinogi, traduit du moyen gallois, présenté et annoté par Pierre-Yves Lambert, Éditions Gallimard, Paris, coll. « L'aube des peuples », 1993  (ISBN 2-07-073201-0).
- La langue gauloise : description linguistique, commentaire d'inscriptions choisies, Paris, Errance, coll. « des Hespérides », 1994 prix Volney
- Anthologie de la poésie irlandaise du XXe siècle, sous la direction de Jean-Yves Masson, auteurs gaéliques choisis et présentés par Pierre-Yves Lambert, édition bilingue, mars 1996.
- « L'impersonnel en celtique », dans Scribthair a ainm n-ogaim, Scritti in memoria di Enrico Campanile, Pise, 1997, II, p. 491-514.
- Lexique étymologique de l'irlandais ancien (commencé par Joseph Vendryes), fasc. B-1981, C-1987, D-1996, Paris, CNRS.
- Recueil des inscriptions gauloises (RIG). Volume II. 02, Fascicule 2, 431 p. Textes gallo-latins sur instrumentum. Paris, Éditions du CNRS, 2002  (ISBN 2-271-05844-9)